# Caradrina avis
Caradrina avis là một loài bướm đêm trong họ Noctuidae.